# 昆库恩克斯

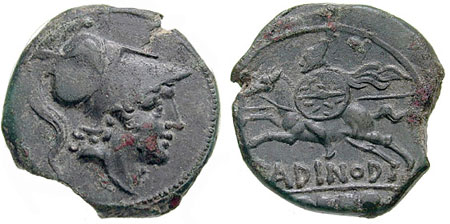
昆库恩克斯

昆库恩克斯（拉丁語：quincunx）是罗马共和国时期发行的青铜货币，价值为十二分之五阿斯。其名称即为“十二分之五”之意，来源于拉丁文的（五）与（十二分之一）。昆库恩克斯仅在第二次布匿战争时期发行过，并不是标准罗马货币系统的一部分。
由于昆库恩克斯的面值常被表示为类似骰子中的五点梅花形，故这一图形也被称为。